# Charles William Andrews
Charles William Andrews (* 30. Oktober 1866 in Hampstead (London); † 25. Mai 1924) war ein britischer Wirbeltier-Paläontologe, Zoologe und Botaniker.
Andrews studierte an der Universität London, arbeitete dann zunächst als Schullehrer und wurde nach erfolgreich bestandenen Eingangsprüfungen 1892 Assistent am British Museum of Natural History in der Abteilung für Geologie, wo er sich zunächst mit fossilen Vögeln befasste. 1900 erhielt er einen D.Sc. der Universität London für seine Forschungsarbeiten.
Er beschrieb dort 1894 den ausgestorbenen Elefantenvogel (Aepyornis titan – teilweise auch als Vorombe titan bekannt, heute unter Aepyornis maximus geführt) aus Madagaskar und untersuchte flugunfähige Vögel auf Inseln im Indischen Ozean (Rallen auf Mauritius, den Chatham-Inseln und Neuseeland), wobei er zu dem Schluss kam, dass sie unabhängig als Inselbewohner ihre Flugfähigkeit verloren hatten. 1897/98 und nochmals 1908 war er mehrere Monate auf den Weihnachtsinseln, um den natürlichen Zustand (Fauna, Flora, Geologie) der Insel vor dem Beginn des Phosphat-Abbaus festzuhalten.
Er beschrieb auch den fossilen Seevogel Prophaeton shrubsolei aus dem frühen Eozän der Isle of Sheppey (im London Clay gefunden).
1910 bis 1913 erschien sein Katalog der Funde von Meeres-Reptilien und Plesiosauriern von Alfred N. Leeds aus dem Jura von Peterborough (Oxford Clay). Krokodile, Ichthyosaurier, Sauropterygia wie Plesiosaurier (über die er schon 1895 veröffentlichte) und andere Meeres-Reptilien bildeten auch später einen Schwerpunkt seiner Forschung.
1900 bis 1906 hielt er sich aus Gesundheitsgründen in den Wintermonaten in Ägypten auf, wo er beim Geological Survey bei H. J. L. Beadnell mitarbeitete. Er untersuchte unter anderem Fossilien von Fischen und Säugetieren (fossile Rüsseltiere (Moeritherium, Phiomia und Palaeomastodon), Schliefer (Saghatherium und Megalohyrax), Seekühe, Wale) aus dem Tertiär des Fayyum. Aus diesen Arbeiten resultierte im Jahr 1906 mit A descriptive catalogue of the Tertiary Vertebrata of the Fayum, Egypt ein Überblickswerk zu den Fossilien des Fayyum, das noch heute als Standardwerk angesehen wird.
1916 erhielt er die Lyell-Medaille der Geological Society, deren Vizepräsident er zeitweise war. Er war seit 1906 Fellow der Royal Society.